# Consell General del Territori de Belfort
El Consell General del Territori de Belfort és l'assemblea deliberant executiva del departament francès del Territori de Belfort a la regió de Borgonya - Franc Comtat. La seva seu es troba a Belfort. Des de 2004, el president és Yves Ackermann (PS)

## Antics presidents del Consell
| Nom | Nom              | Dates de mandat | Dates de mandat | Partit |
| --- | ---------------- | --------------- | --------------- | ------ |
|     | Christian Proust | 1982            | 2004            | PS     |
|     | Yves Ackermann   | 2004            | -               | PS     |

## Composició
El març de 2011 el Consell General del Territori de Belfort era constituït per 15 elegits pels 15 cantons del Territori de Belfort.
| Partit                        | Sigles | Electes |
| ----------------------------- | ------ | ------- |
| Majoria (10 escons)           |        |         |
| Partit Socialista             | PS     | 6       |
| Moviment Republicà i Ciutadà  | MRC    | 2       |
| Europa Ecologia-Els Verds     | EELV   | 1       |
| Divers gauche                 | DVG    | 1       |
| Oposició (4 escons)           |        |         |
| Unió pel Moviment Popular     | UMP    | 4       |
| Moviment Demòcrata            | MoDem  | 1       |
| President del Consell General |        |         |
| Yves Ackermann (PS)           |        |         |